# 石野晶
石野 晶（いしの あきら、1978年11月）は、日本の小説家。岩手県九戸郡出身。岩手県立伊保内高等学校卒業。2007年、『パークチルドレン』（石野 文香（いしの ふみか）名義）で第8回小学館文庫小説賞を受賞しデビューする。
2010年、『月のさなぎ』で第22回日本ファンタジーノベル大賞優秀賞を受賞。
好きな作家は京極夏彦、恩田陸、宮沢賢治など 。

## 作品

### 単著
- パークチルドレン
  - 2007年10月発売、小学館、ISBN 978-4093861915
- 月のさなぎ
  - 2010年11月発売、新潮社、ISBN 978-4103286219
- 生者の行進
  - 2012年6月発売、早川書房〈ハヤカワ文庫JA〉、ISBN 978-4150310660
- 水光舎四季
  - 2014年10月発売、徳間書店〈徳間文庫〉、ISBN 978-4198938925
- 彼女が花に還るまで
  - 2021年5月発売、双葉社〈双葉文庫〉　ISBN 978-4575524673
- やがて飛び立つその日には
  - 2022年5月発売、双葉社〈双葉文庫〉　ISBN 978-4575525717
- パズルのような僕たちは
  - 2023年4月発売、双葉社〈双葉文庫〉 ISBN 978-4575526561
- いつか会ったあなたと、きっと出会う君に
  - 2024年10月発売、双葉社〈単行本〉  ISBN 978-4575247770

### アンソロジー
- Fantasy Seller
  - 2011年5月発売、新潮文庫、新潮社、ISBN 978-4101366746
  - 「スミス氏の箱庭」収録
- あの日から
  - 2015年10月発売、岩手日報社、ISBN 978-4872014150
  - 「純愛」収録
- 万象
  - 2018年12月発売、惑星と口笛ブックス（電子アンソロジー）
  - 「かたわれ」収録
- 万象ふたたび
  - 2021年2月発売、惑星と口笛ブックス（電子アンソロジー）
  - 「右手」収録
- 万象３
  - 2023年12月発売、惑星と口笛ブックス（電子アンソロジー）
  - 「死人花」収録